# Maru Teferi
Maru Teferi, także Marhu Teferi (hebr. מארו טפרי, ur. 17 sierpnia 1992) – lekkoatleta urodzony w Etiopii, reprezentant Izraela. Specjalizuje się w biegach długich, głównie w maratonie i półmaratonie. Uczestnik Letnich Igrzysk Olimpijskich 2016, oraz LIO 2020. Srebrny medalista Mistrzostw Europy 2022, wicemistrz świata 2023.